# كينيث بال
كينيث بال (بالهولندية: Kenneth Paal) (24 يونيو 1997 بهولندا - ) هو لاعب كرة قدم هولندي في مركز الوسط. شارك مع منتخب هولندا تحت 17 سنة لكرة القدم. أما مع النوادي، فقد لعب مع نادي آيندهوفن وJong PSV ‏.

## روابط خارجية
- كينيث بال على موقع قاعدة بيانات كرة القدم.إي يو (الإنجليزية)
- كينيث بال على موقع ناشيونال فوتبول تيمز (الإنجليزية)
- كينيث بال على موقع Soccerbase.com (لاعب) (الإنجليزية)
- كينيث بال على موقع Soccerway.com (الإنجليزية)
- كينيث بال على موقع عالم كرة القدم.نت (الإنجليزية)
- كينيث بال على موقع AS.com (الإسبانية)